# Rafael Moneo

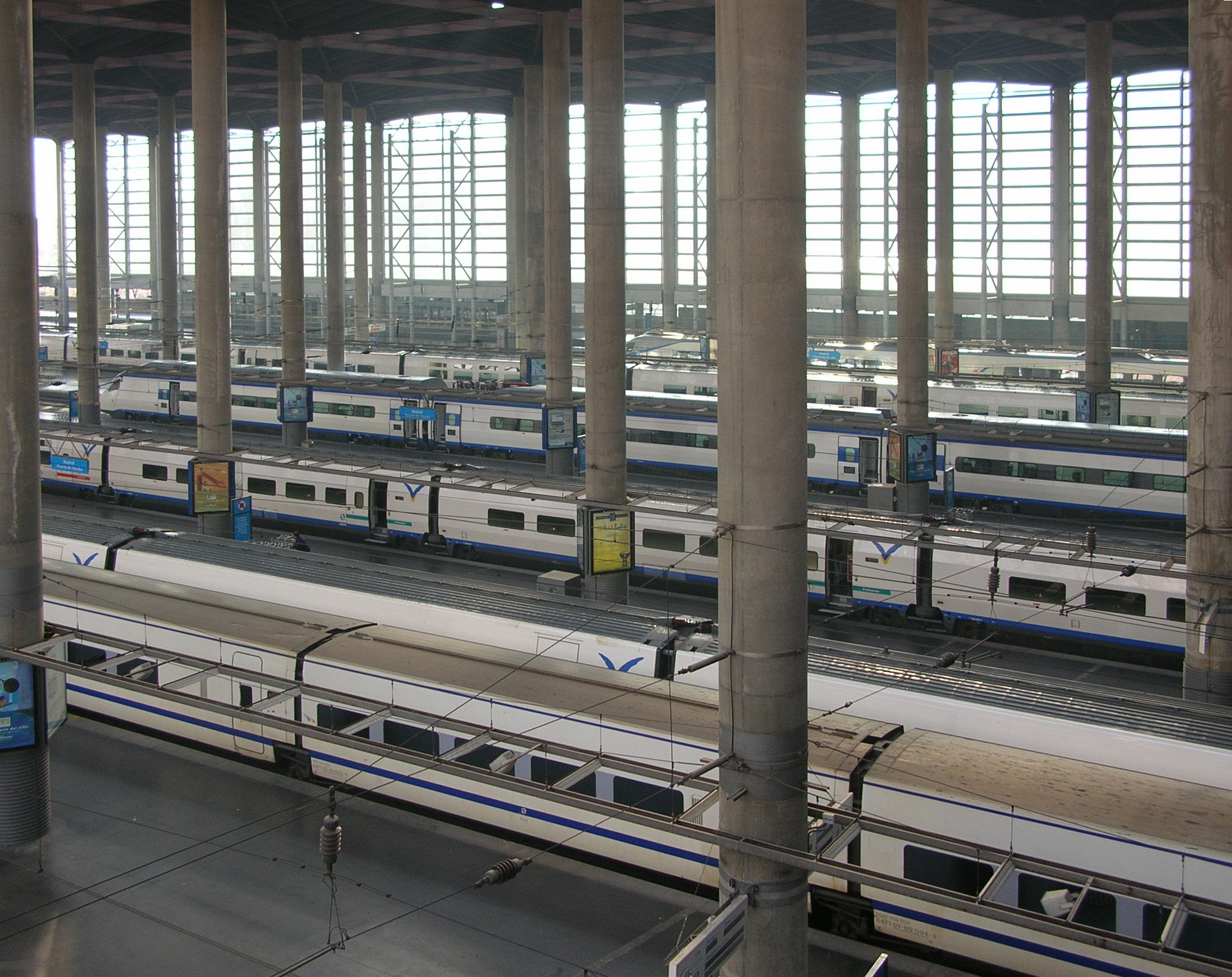
Ampliació de l'estació d'Atocha de Madrid

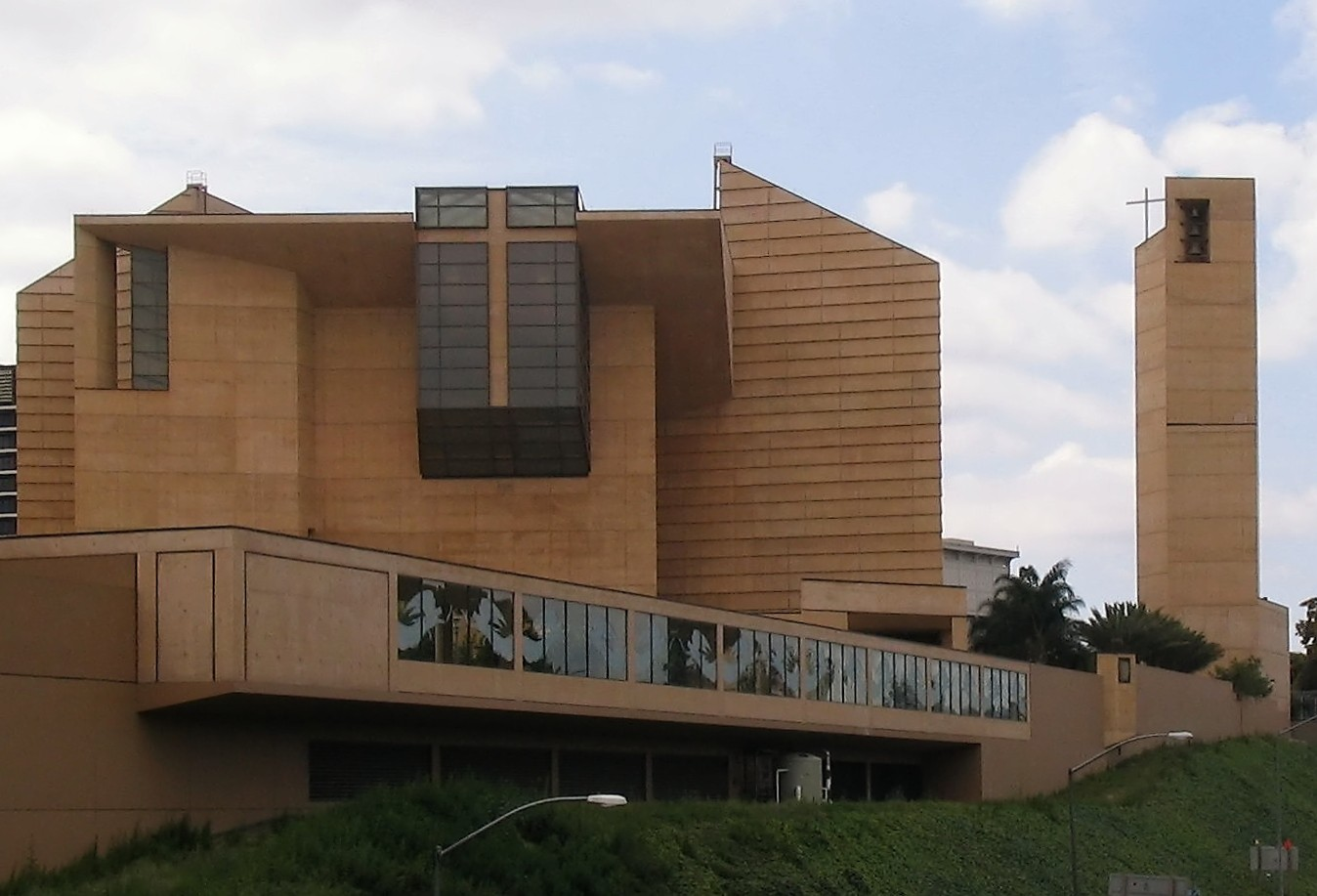
Catedral de Nostra Senyora dels Àngels, Los Angeles, USA

José Rafael Moneo Vallés, més conegut com a Rafael Moneo, (Tudela, 1937) és un arquitecte navarrès.

## Biografia
Va estudiar a l'Escola Tècnica Superior d'Arquitectura de Madrid, on es va titular el 1961. El 1970 obté la càtedra d'Elements de Composició de l'Escola d'Arquitectura de Barcelona i el 1980 s'encarrega de la de Madrid fins al 1985, any en què és nomenat Chairman de la Graduate School of Design de la Universitat Harvard, càrrec que manté fins al 1990. Actualment Rafael Moneo és Josep Lluís Sert Professor of Architecture a la Graduate School of Design de Harvard.
De la seva tasca professional se'n pot destacar el Museu Nacional d'Art Romà de Mèrida (1986), l'Estació d'Atocha a Madrid (1992), la Fundació Pilar i Joan Miró a Palma, el Museu Davis del Wellesley College a Massachusetts (1993), els museus d'Art Modern i d'Arquitectura a Estocolm (1998), el nou edifici per a l'Ajuntament de Múrcia (1998), l'Auditori i Centre de Congressos Kursaal de Sant Sebastià (1999), el Museu de Belles Arts a Houston, Texas (2000), la Catedral Nova de Los Angeles (2002), l'Arxiu General de Navarra a Pamplona (2003) i l'Hospital Maternoinfantil Gregorio Marañón de Madrid (2003), entre d'altres.
Obres de Rafael Moneo a Catalunya són la Torre Puig a l'Hospitalet de Llobregat (2014) i, a Barcelona, L'Auditori (inaugurat el 1999), l'edifici L'Illa Diagonal (1993) o la rehabilitació d'un edifici històric situat al carrer de Lledó per a servir com a hotel (2012)
L'activitat de Rafael Moneo com a arquitecte va acompanyada per la que desenvolupa com a conferenciant i crític. Cofundador de la revista Arquitecturas Bis, els escrits de Rafael Moneo s'han publicat en nombroses revistes professionals i la presentació de la seva obra en exposicions i conferències l'ha portat a institucions d'arreu del món.

## Premis i reconeixements
Rafael Moneo ha rebut un bon nombre de distincions, entre les quals el Premi Pritzker d'Arquitectura el 1996, la Creu de Sant Jordi el 1999 i la Medalla d'Or del Royal Institute of British Architects el 2003. L'any 1996 va ser l'encarregat de realitzar el pregó de les Festes de la Mercè de Barcelona, amb un discurs en el qual va destacar el paper dels arquitectes en la construcció de la ciutat. Elegit Acadèmic de Belles Arts el 1997, va prendre possessió de la plaça al començament del 2005. També li fou concedida la Medalla d'Or de l'Arquitectura atorgada pel Consell Superior del Col·legis d'Arquitectes d'Espanya l'any 2006. L'any 2012 va ser distingit amb el Premi Príncep d'Astúries de les Arts, el 2015 va rebre el Premi Nacional d'Arquitectura d'Espanya i el 2021 va rebre el lleó d'or a la Biennal d'Arquitectura de Venècia.

## Disseny
Pel que fa al disseny, des dels inicis de la seva carrera, Moneo realitza mobiliari i accessoris per als interiors dels seus edificis, alguns dels quals s'han produït en sèrie. Així per exemple, destaquen el sofà 2 x 2 (1970): la butaca Circa (1990), o la cadira Panticosa (2002).